# Zachonje (wołost Pożeriewickaja)
Zachonje (ros. Захонье) – wieś (ros. деревня, trb. dieriewnia) w zachodniej Rosji, w wołoscie Pożeriewickaja (osiedle wiejskie) rejonu diedowiczskiego w obwodzie pskowskim.

## Geografia
Miejscowość położona jest nad rzeką Zachonje, 2,5 km od centrum administracyjnego osiedla wiejskiego (Pożeriewicy), 15,5 km od centrum administracyjnego rejonu (Diedowiczi), 94,5 km od stolicy obwodu (Psków).

## Demografia
W 2010 r. miejscowość zamieszkiwała 1 osoba.